# Polystachya odorata
Polystachya odorata là một loài thực vật có hoa trong họ Lan. Loài này được Lindl. miêu tả khoa học đầu tiên năm 1852.

## Hình ảnh

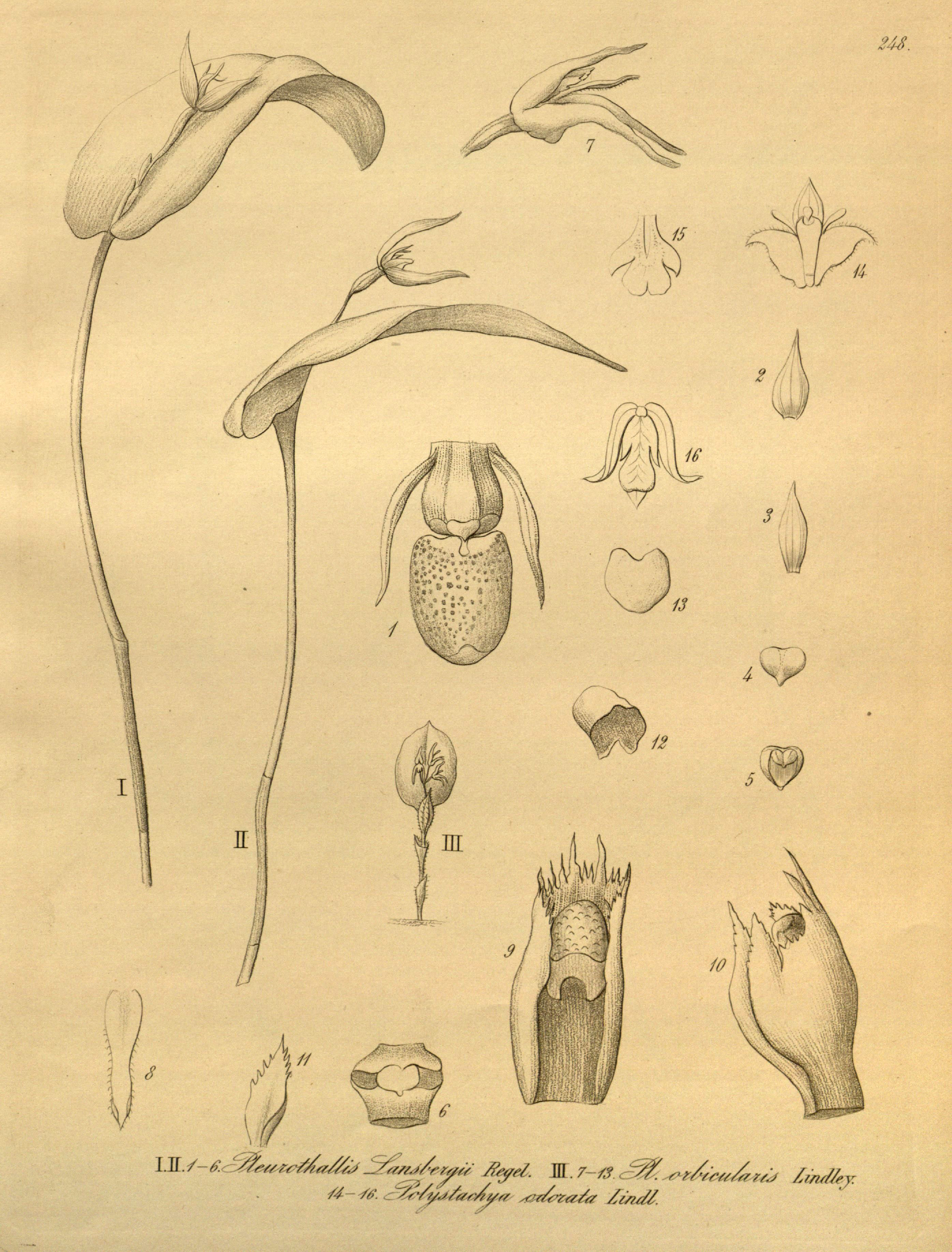